# عائلة والتون

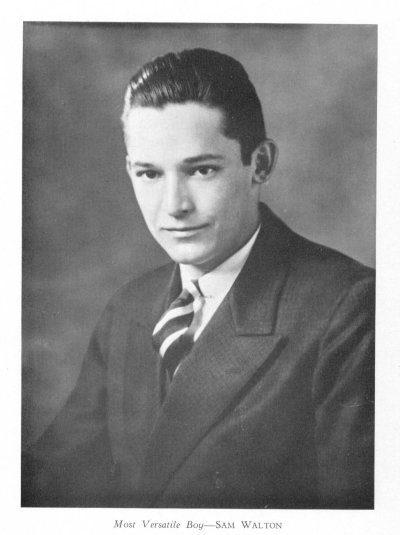
سام والتون؛ عميد الأسرة.

عائلة والتون هي عائلة أميركية تجعلها ثروتها الجماعية أغنى عائلة في الولايات المتحدة، ومن بين أغنى العائلات في العالم. وتستمد العائلة معظم ثرواتها من إرث باد وسام والتون، واللذان كانا من مؤسسي أكبر متاجر التجزئة في العالم وول مارت وسلسلة سام. ومن كان أبرز الأعضاء الحيين الثلاثة (جيم وروب وأليس) المتربعين على قمة العشرين في قائمة فوربس 400 منذ عام 2001، بالإضافة إلى جون (توفي في عام 2005) وهيلانة (توفي في عام 2007) قبل وفاتهم. وتربعت كريستي والتون محل زوجها جون في هذا الترتيب بعد وفاته. اعتباراً من ديسمبر من عام 2014، امتلكت عائلة والتون بشكل جماعي 50.8% من أرباح الشركة. وفي مايو من عام 2018، أشارت قائمة «صنداي تايمز ريتش» السنوية إلى أن ثروة عائلة والتون تبلغ 174.9 مليار دولار أمريكي. وتعتنق العائلة الديانة المسيحية على مذهب المشيخية.
وحققت العائلة، التي صنعت ثروتها من بيع السلع الاستهلاكية، أعلى ثرواتها في عام 2024 بفضل النمو الكبير الذي حققته الشركة في قيمة أسهمها.

## ثروة أعضاء عائلة والتون
تنقسم عائلة عائلة والتون على النحو التالي (لعام 2016):
- جيم والتون ▼$48.4 مليار[10]
- صموئيل روبسون والتون ▲$48.2 مليار[11]
- أليس والتون ▼$48.1 مليار[12]
- لوكاس والتون ▲$15.6 مليار[13]
- آن والتون كروينك ▲$6.6 مليار[14]
- كريستي والتون ▼$6.7 مليار[15]

- نانسي والتون لوري ▲$5.7 مليار[16]